# Station Bräcke
Bräcke is een spoorwegstation in Bräcke in de Zweedse provincie Jämtlands län dat in 1874 werd geopend. Het station ligt aan de Mittbanan en sinds 1883 is het de aansluiting van de Stambanan Norrland die toen tot Håsjö geopend werd.
Het huidige stationsgebouw werd gebouwd in 1910 en in 2009 door Jernhusen verkocht. . Het oorspronkelijke stationsgebouw en het spoorweghotel werden in 1973 gesloopt.. 